# Dasyatidae
Los dasiátidos (Dasyatidae) son una familia de elasmobranquios del superorden Batoidea, marinos o dulceacuícolas. Los nombres comunes que se suelen utilizar para referirse a este grupo de peces son rayas látigo y pastinacas.
Tiene representantes en costas tropicales de todo el mundo, y también algunos géneros dulceacuícola en Asia (Himantura ), África, Florida (Dasyatis sabina) y Sudamérica (Potamotrygon motoro). La mayoría de los Dasyatidae están amenazados. Las especies de los géneros Potamotrygon, Paratrygon, y Plesiotrygon son endémicos de Sudamérica.

## Características
Se tiene un conocimiento de 50 especies y 17 géneros, viven en mares tropicales y subtropicales, su piel en la parte de arriba está llena de espinas o tubérculos, su cola tiene forma de látigo y es delgada, la cual muchas veces, posee espinas venenosas, son de disco redondo y su cabeza no se puede distinguir fácilmente ya que no está separada de su disco.

## Especies
- Género Brevitrygon
- Género Dasyatis

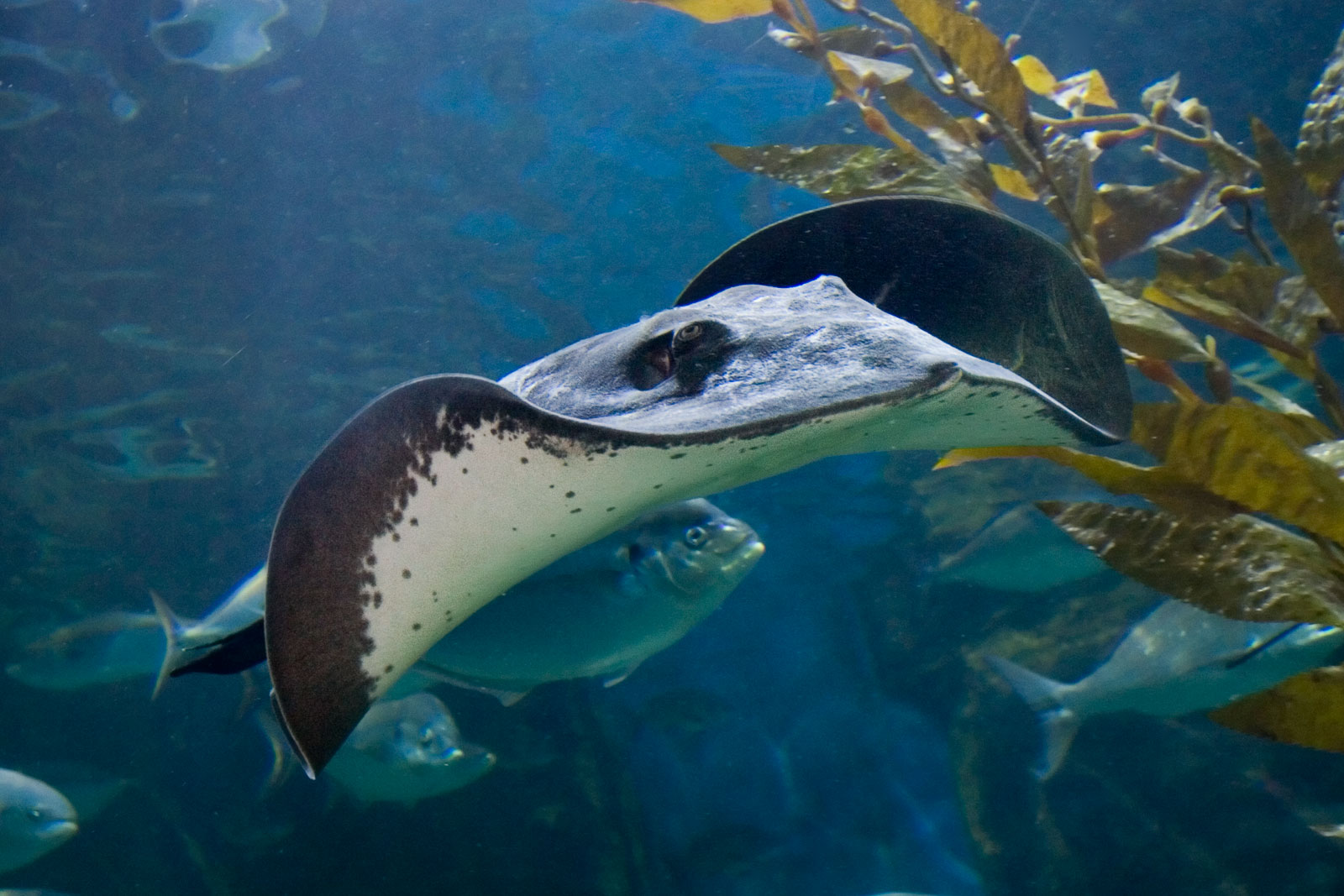
Los Dasyatidae son habituales en los centros zoológicos marinos.

  - Dasyatis acutirostra Nishida & Nakaya, 1988
  - Dasyatis brevis Garman, 1880
  - Dasyatis chrysonota (Smith, 1828)
  - Dasyatis gigantea (Lindberg, 1930)
  - Dasyatis hastata (DeKay, 1842)
  - Dasyatis hypostigma Santos & Carvalho, 2004
  - Dasyatis marmorata (Steindachner, 1892)
  - Dasyatis matsubarai Miyosi, 1939
  - Dasyatis multispinosa (Tokarev, 1959)
  - Dasyatis pastinaca (Linnaeus, 1758)
  - Dasyatis thetidis Ogilby, 1899
  - Dasyatis tortonesei Capapé, 1975
  - Dasyatis ushiei (Jordan & Hubbs, 1925)
- Género Fluvitrygon
- Género Fontitrygon
- Género Hemitrygon
- Género Himantura
  - Himantura alcockii (Annandale, 1909).
  - Himantura bleekeri (Blyth, 1860).
  - Himantura chaophraya Monkolprasit & Roberts, 1990.
  - Himantura draco Compagno & Heemstra, 1984.
  - Himantura fai Jordan & Seale, 1906.
  - Himantura fluviatilis (Hamilton, 1822).
  - Himantura gerrardi (Gray, 1851).
  - Himantura granulata (Macleay, 1883).
  - Himantura hortlei Last, Manjaji-Matsumoto & Kailola, 2006.[1]
  - Himantura imbricata (Bloch & Schneider, 1801).
  - Himantura jenkinsii (Annandale, 1909).
  - Himantura kittipongi
  - Himantura krempfi (Chabanaud, 1923).
  - Himantura leoparda (Manjaji-Matsumoto & Last, 2008)
  - Himantura marginatus (Blyth, 1860).
  - Himantura microphthalma (Chen, 1948).
  - Himantura oxyrhyncha (Sauvage, 1878).
  - Himantura pacifica (Beebe & Tee-Van, 1941).
  - Himantura pareh (Bleeker, 1852).
  - Himantura pastinacoides (Bleeker, 1852).
  - Himantura schmardae (Werner, 1904).
  - Himantura signifer Compagno & Roberts, 1982.
  - Himantura toshi Whitley, 1939.
  - Himantura uarnacoides (Bleeker, 1852).
  - Himantura uarnak (Forsskål, 1775).
  - Himantura undulata (Bleeker, 1852).
  - Himantura walga (Müller & Henle, 1841).
- Género Hypanus
- Género Maculabatis
- Género Megatrygon
- Género Neotrygon
- Género Pastinachus
  - Pastinachus sephen (Forsskål, 1775).
  - Pastinachus solocirostris Last, Manjaji & Yearsley, 2005.[2]
- Género Pateobatis
  - Pateobatis fai
- Género Pteroplatytrygon
  - Pteroplatytrygon violacea (Bonaparte, 1832).
- Género Taeniura
  - Taeniura grabata (É. Geoffroy Saint-Hilaire, 1817).
  - Taeniura lymma (Forsskål, 1775).
  - Taeniura meyeni Müller & Henle, 1841.
- Género Telatrygon
- Género Trigon
- Género Urogymnus
  - Urogymnus asperrimus (Bloch & Schneider, 1801).
  - Urogymnus granulatus
  - Urogymnus polylepis
  - Thorny freshwater stingray, Urogymnus ukpam (Smith, 1863).

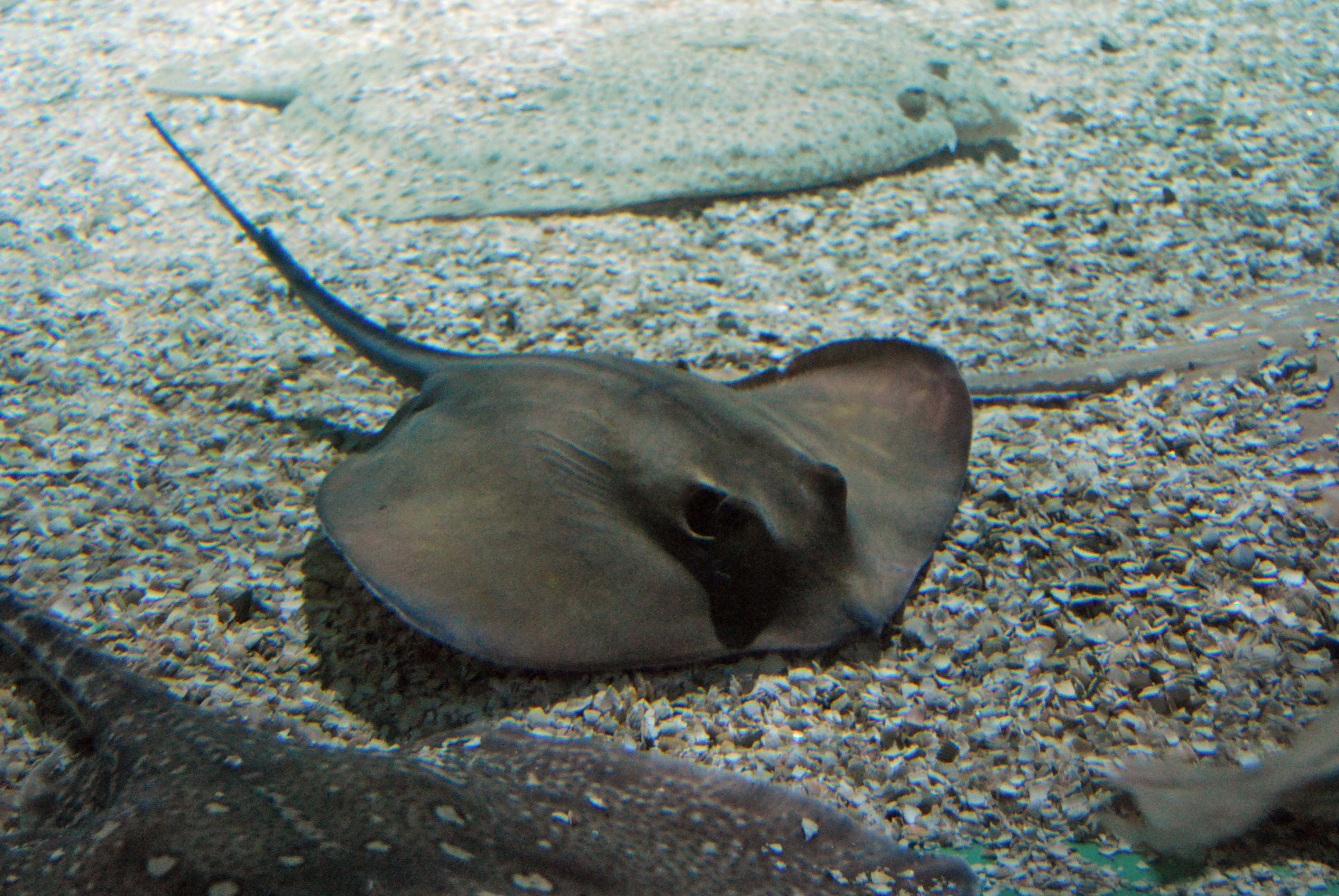
Dasyatis pastinaca
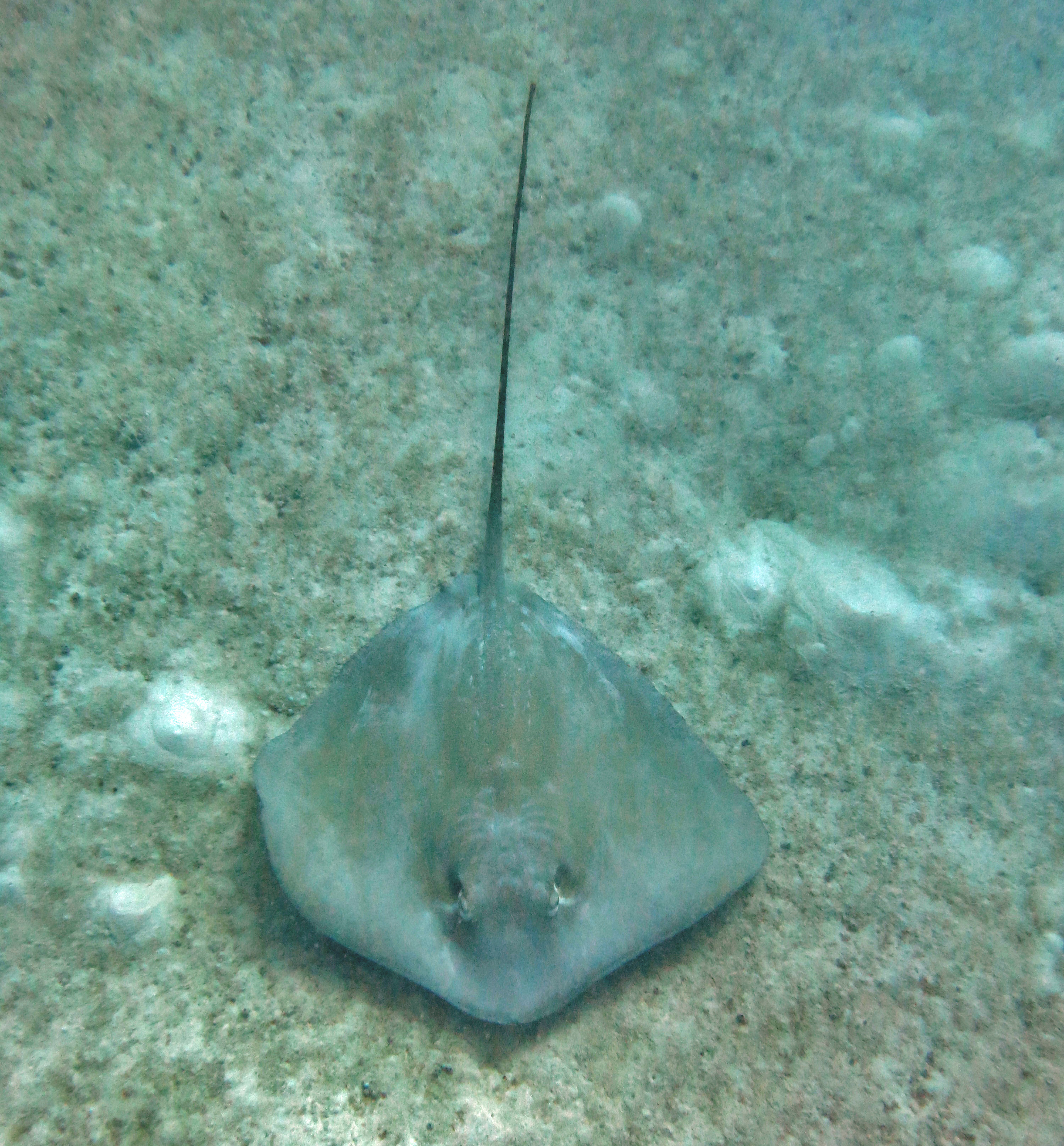
Himantura jenkinsii
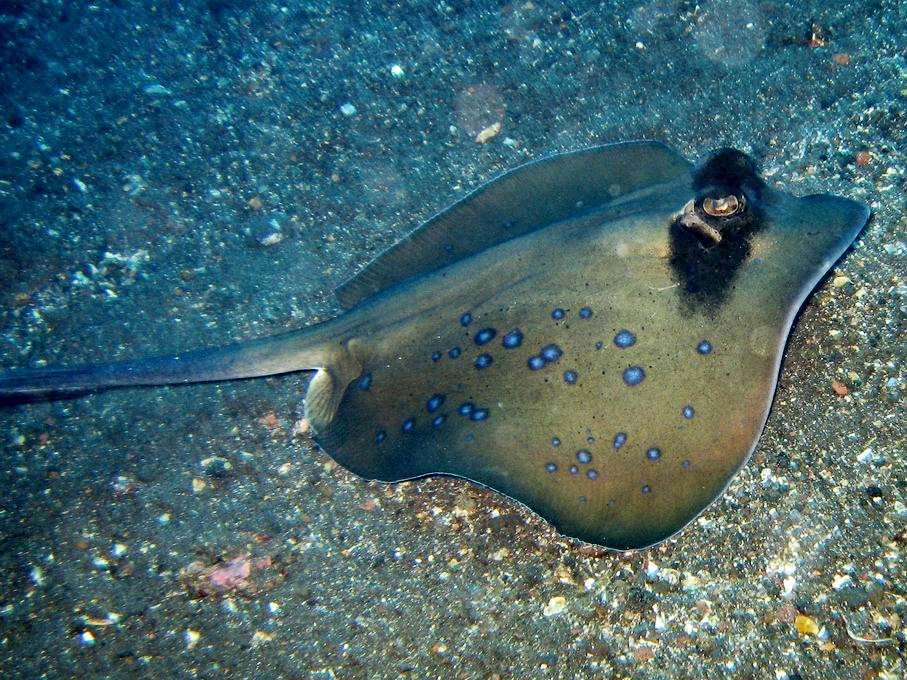
Neotrygon kuhlii
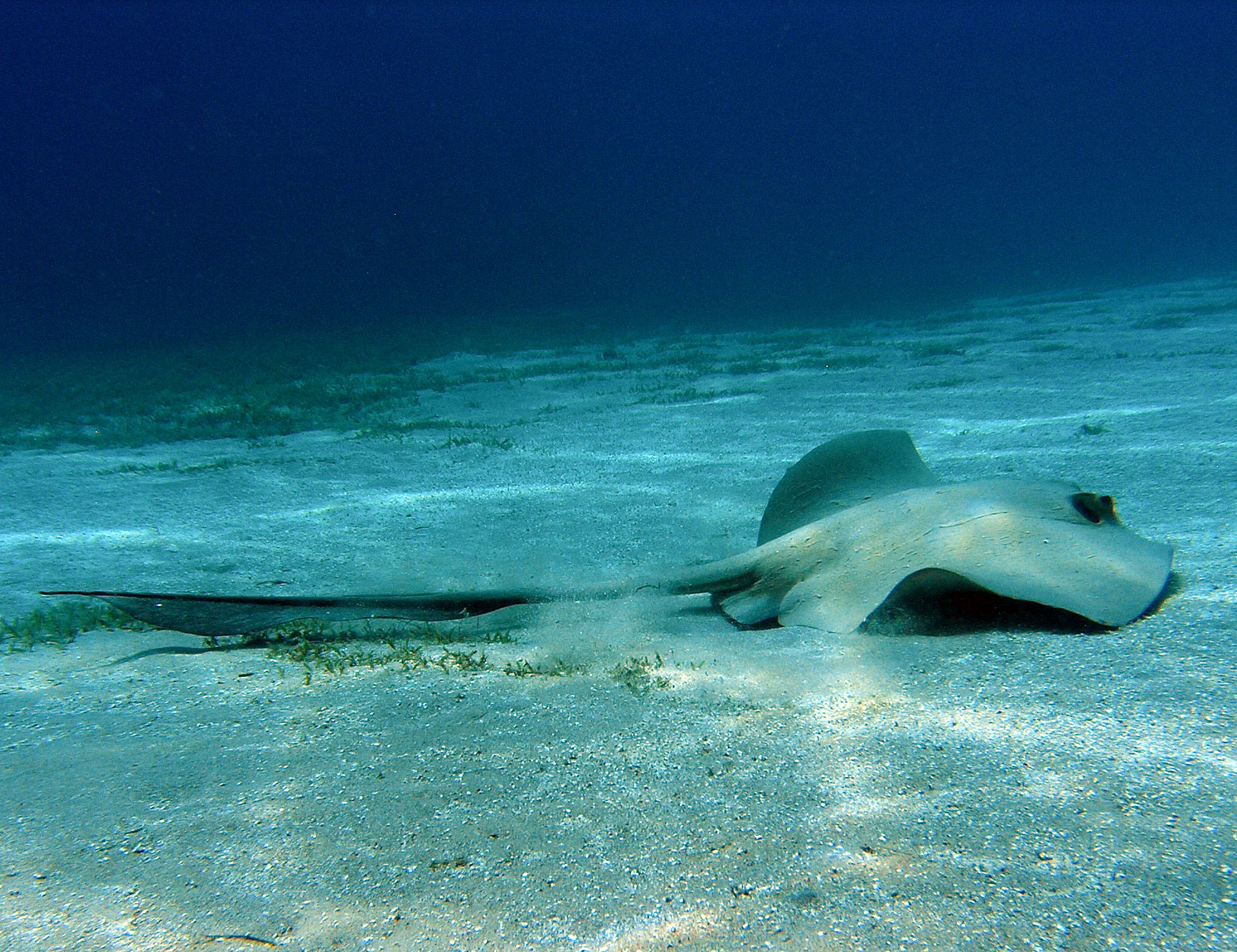
Pastinachus sephen
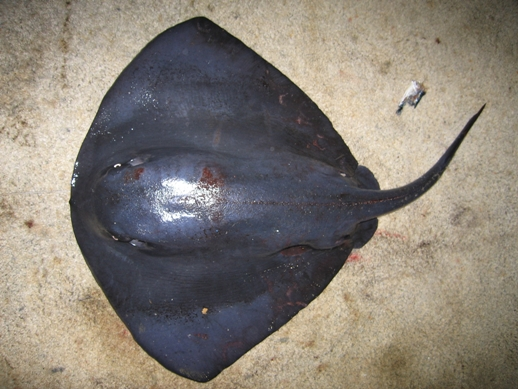
Pteroplatytrygon violacea
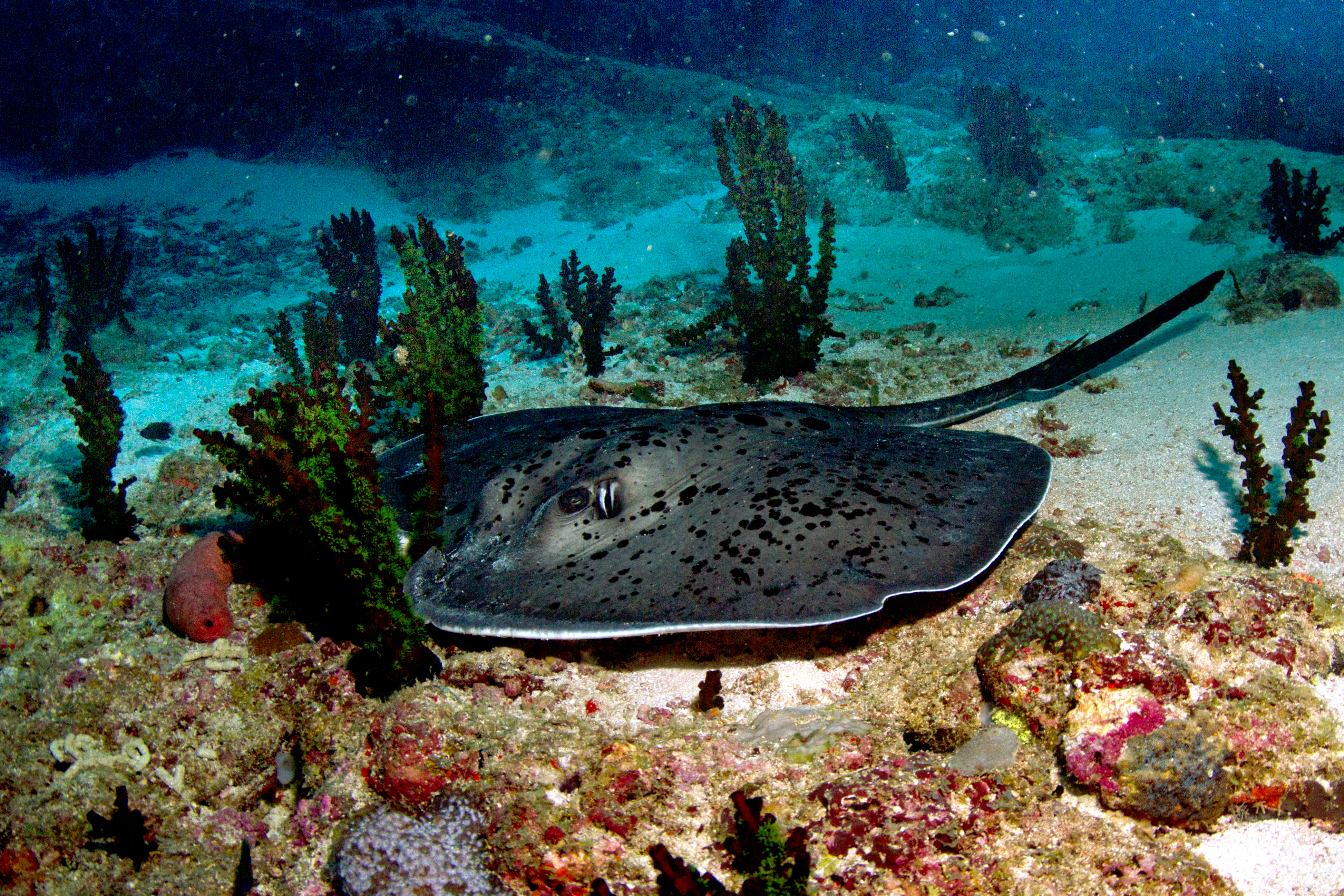
Taeniura meyeni
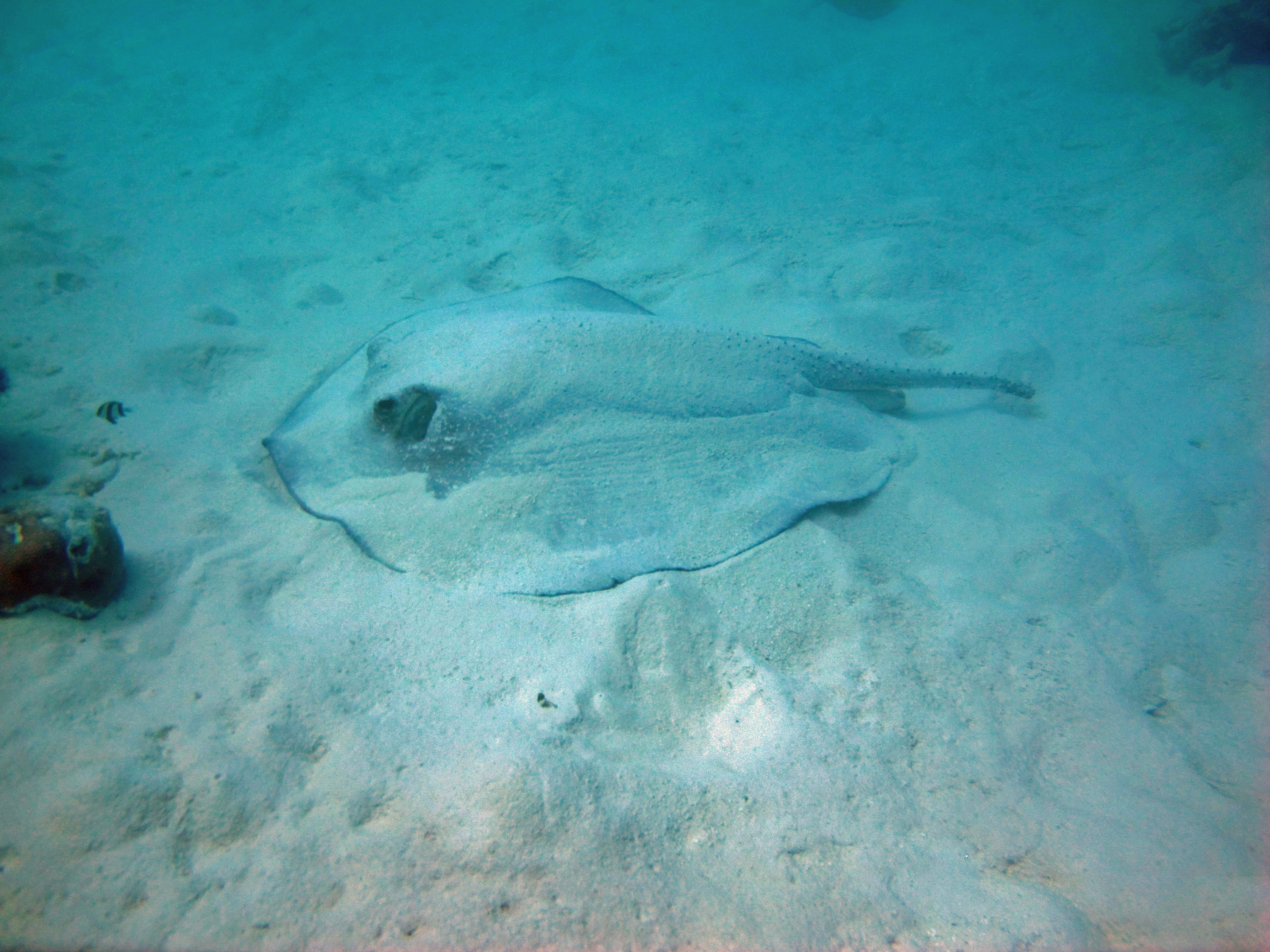
Urogymnus asperrimus
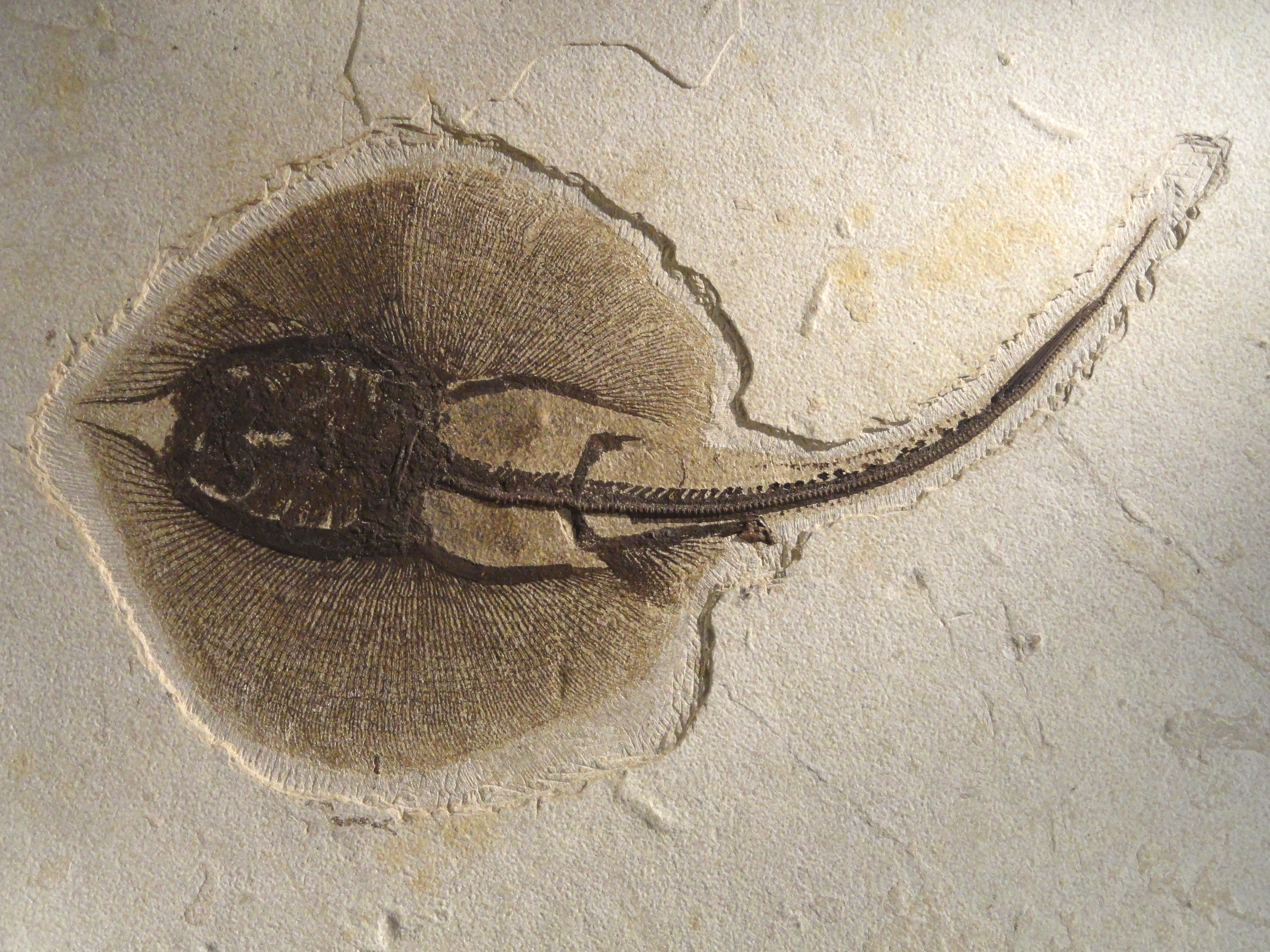
Fósil de Heliobatis radians